# Cyanocorax violaceus
El colluelo (Cyanocorax violaceus), también conocido como chara violácea, carriquí violáceo, urraca corobero o urraquita violácea, es una especie de ave passeriforme perteneciente a la familia Corvidae, los cuervos y semejantes.
Se encuentra en Bolivia, Brasil, Colombia, Ecuador, Guyana, Perú, y Venezuela. Su hábitat natural son los bosques húmedos de tierras bajas subtropicales o tropical y los bosques antiguos degradados.

## Descripción
Ave de 33 cm, Ligeramente crestado; usualmente parece opaco en el campo. Cabeza, garganta y alto de pecho son negros. Banda nucal blanco lechoso se intensifica a azul violeta opaco en el resto del plumaje. Partes inferiores más pálidos y teñidas giráceo. se observa en grupos de diferentes tamaños que se desplazan por todos los lados del estrato de los bosques húmedos, secos, secundarios, de galería y áreas abiertas con árboles aislados.1

## Distribución
Se distribuye por el suroeste y el noroeste de la cuenca amazónica , desde el norte de Bolivia, a través de la Amazonía oriental del Perú y Ecuador, la Amazonía Colombiana, y la cuenca del río Orinoco y más allá en el norte de Venezuela. La gama está al este de la cordillera andina, excepto en el norte de Colombia y Venezuela. En el suroeste de Guyana, (suroeste del Escudo Guayanés ), el estado de Roraima, Brasil y el Río Amazonas.
Su canto tiene un pao, iao; comenzando en tono bajo, luego subiendo y bajando bruscamente; y luego haciendo lo mismo para el iado.